# William Chiroque
William Medardo Chiroque Távara (Morropón, 10 de março de 1980) é um futebolista peruano que atua como atacante, ala ou meia. Atualmente, joga pelo Atlético Grau.

## Carreira
Chiroque fez parte do elenco da Seleção Peruana de Futebol da Copa América de 2011.

## Títulos
Sporting Cristal
- Campeonato Peruano (1): 2005

Juan Aurich
- Campeonato Peruano (1): 2011